# Tammy Liley
Tammy June Webb-Liley, född 6 mars 1965 i Long Beach i Kalifornien, är en amerikansk före detta volleybollspelare.
Hon blev olympisk bronsmedaljör i volleyboll vid sommarspelen 1992 i Barcelona.